# Aleuronat
Aleuronat ist ein Backpulver aus Getreidekeimen. Aus Aleuronat wird heute primär Brot für Diabetiker erzeugt. Sein Name leitet sich von der Aleuronschicht ab.
Aleuronat wurde 1880 von Johannes Hundhausen, Inhaber der Stärkefabrik R. Hundhausen in Hamm in Westfalen entwickelt und zum Patent angemeldet. In der Patentschrift beschreibt Hundhausen das von ihm entwickelte Produkt als „leichtverträgliches, blutbildendes und nervenstärkendes Kräftigungsmittel, wertvoll für Magen-, Darm-, Gicht- und Zuckerkranke, mit Erfolg verabreicht für Bleichsüchtige, Gicht- und Nierenkranke, ärztlicherseits empfohlen Rekonvaleszenten, Wöchnerinnen und schwächlichen Kindern“. 